# インターラーケン区

インターラーケンの徽章

インターラーケン区（独: Amtsbezirk Interlaken）は、2009年12月31日まで存在したベルン州の区（独: Amtsbezirk アムツベツァーク）であり、2010年1月1日以降、現在はインターラーケン＝オーバーハスリ区の一部である。区都はインターラーケン。23の自治体から構成されており、人口は 38,386人（2008年12月31日現在）、面積は677.92 km²だった。

## 基礎自治体の一覧

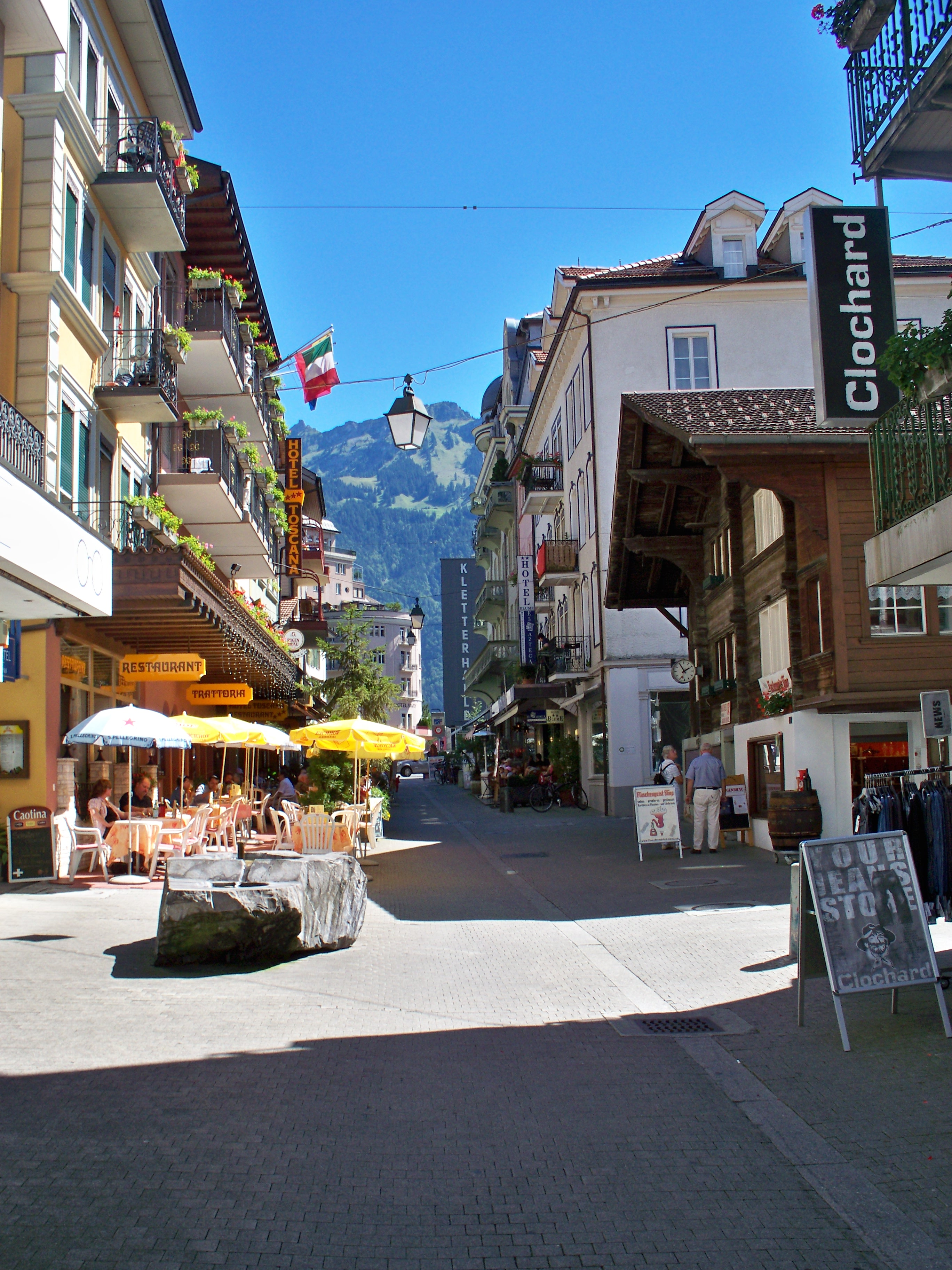
インターラーケン
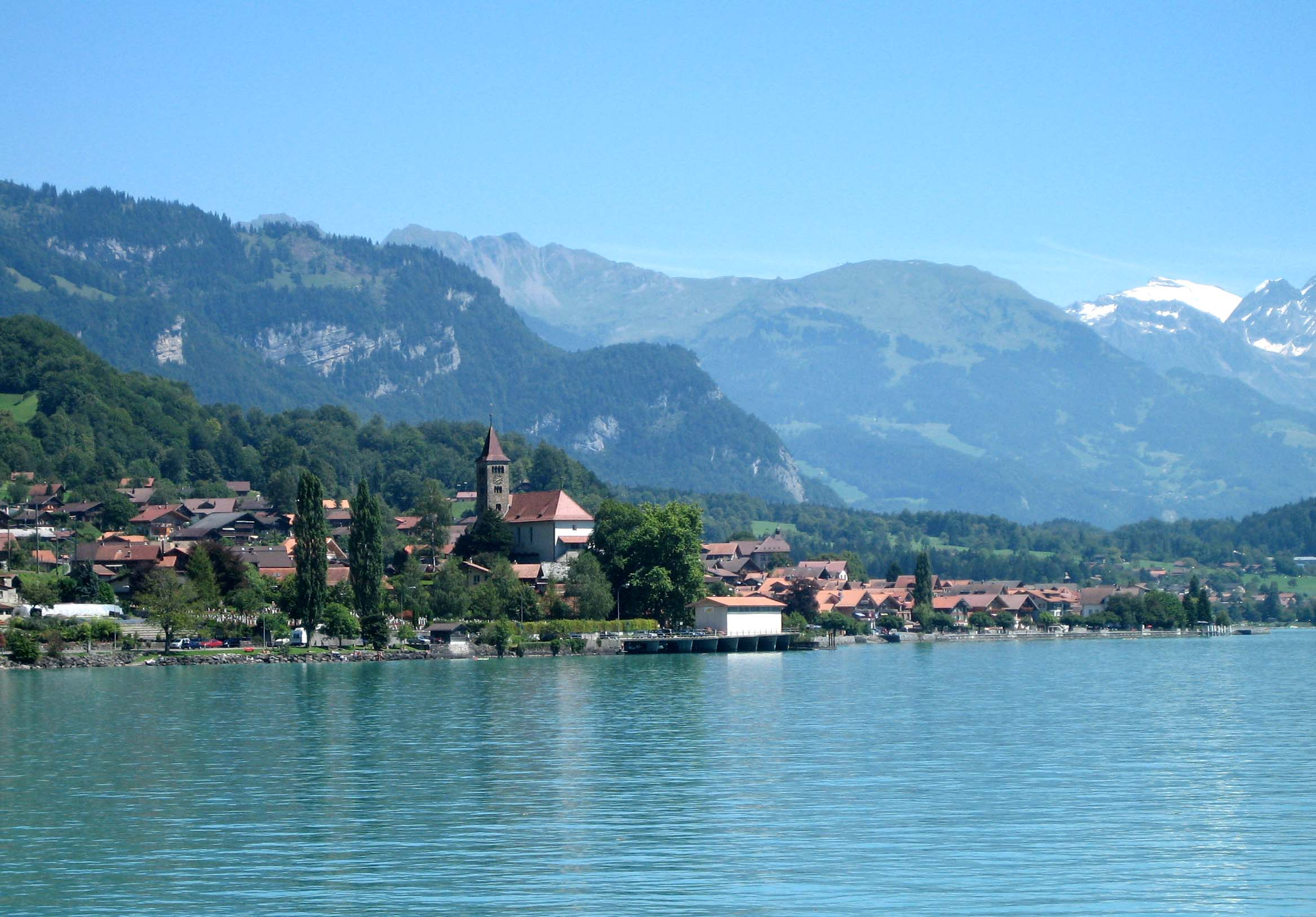
ブリエンツ
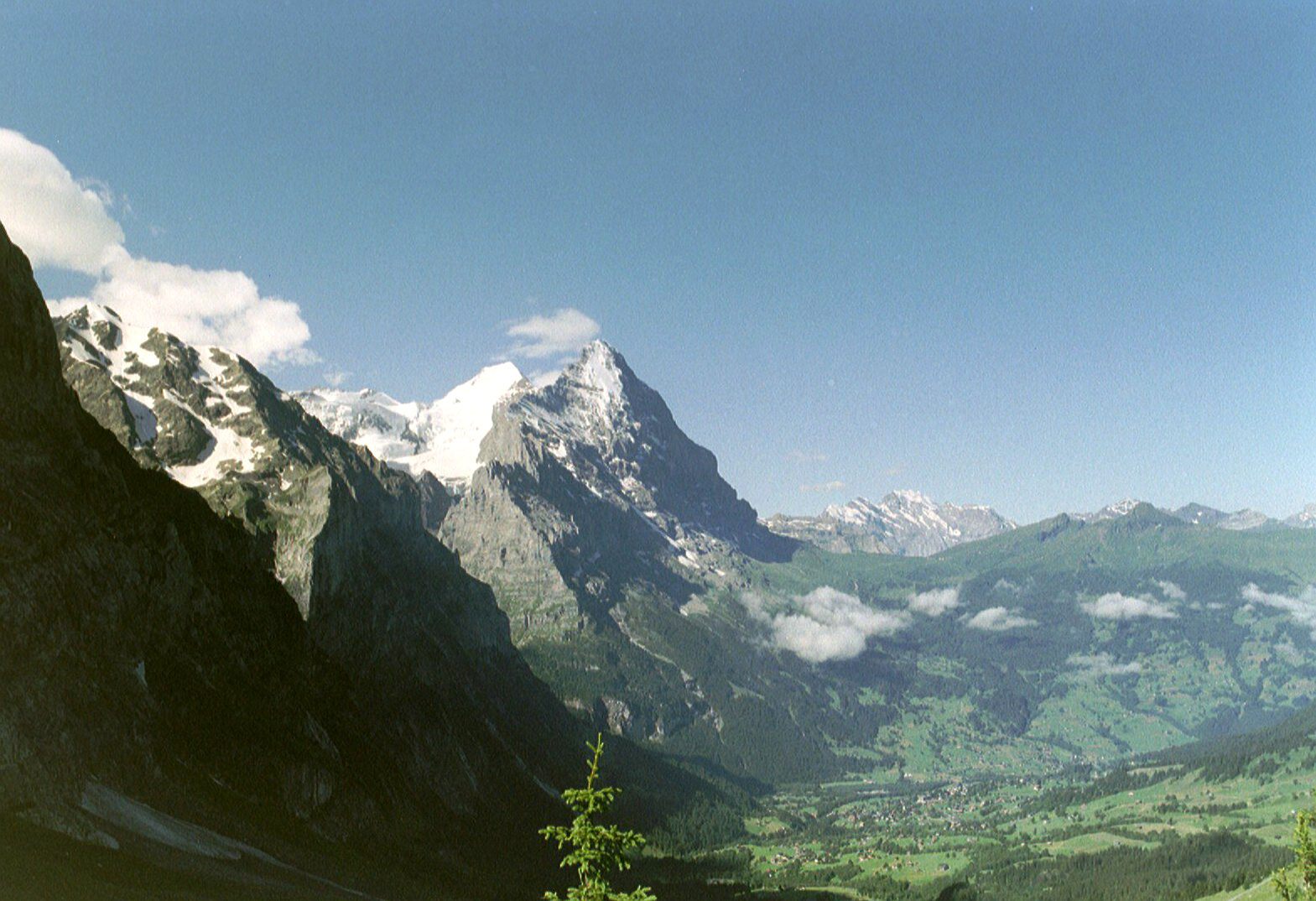
グリンデルヴァルト
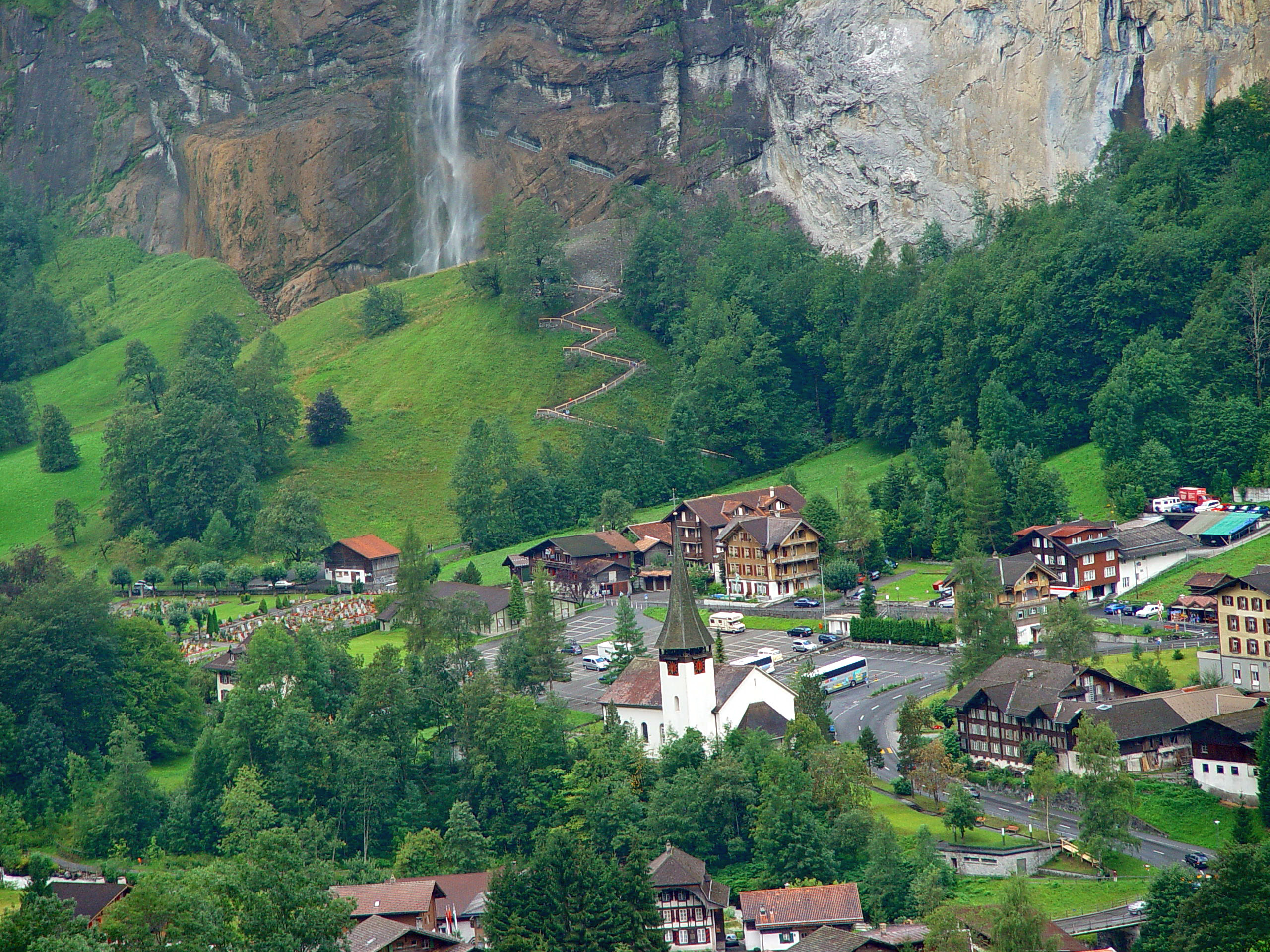
ラウターブルンネン

| 基礎自治体名                                          | 人口 2008年 12月31日 | 面積 (km²) | 人口密度 (人/km²) | 郵便番号 |
| ----------------------------------------------------- | -------------------- | ---------- | ----------------- | -------- |
| インターラーケン （Interlaken）                       | 5319                 | 4.27       | 1246              | CH-3800  |
| マッテン・バイ・インターラーケン （Matten）           | 3676                 | 5.91       | 622               | CH-3800  |
| ウンターゼーン （Unterseen）                          | 5453                 | 13.99      | 390               | CH-3800  |
| ベアテンベルク （Beatenberg）                         | 1153                 | 29.17      | 40                | CH-3803  |
| ハプケルン （Habkern）                                | 624                  | 51.03      | 12                | CH-3804  |
| ベーニゲン （Bönigen）                                | 2383                 | 15.10      | 158               | CH-3806  |
| イーゼルトヴァルト （Iseltwald）                      | 397                  | 21.91      | 18                | CH-3807  |
| ヴィルダースヴィル （Wilderswil）                     | 2458                 | 13.19      | 186               | CH-3812  |
| ライッシゲン （Leissigen）                            | 938                  | 10.38      | 90                | CH-3706  |
| デアリゲン （Därligen）                               | 401                  | 6.93       | 58                | CH-3707  |
| ザクセテン （Saxeten）                                | 103                  | 19.38      | 5                 | CH-3813  |
| グシュタイクヴィラー （Gsteigwiler）                  | 425                  | 7.02       | 61                | CH-3814  |
| ギュントリッシュヴァント （Gündlischwand）            | 282                  | 16.84      | 17                | CH-3815  |
| リュッチェンタール （Lütschental）                    | 238                  | 12.28      | 19                | CH-3816  |
| グリンデルヴァルト （Grindelwald）                    | 3826                 | 171.33     | 22                | CH-3818  |
| ラウターブルンネン （Lauterbrunnen）                  | 2452                 | 164.51     | 15                | CH-3822  |
| リンゲンベルク （Ringgenberg）                        | 2709                 | 8.73       | 310               | CH-3852  |
| ニーダーリート・バイ・インターラーケン （Niederried） | 335                  | 4.28       | 78                | CH-3853  |
| オーバーリート・アム・ブリエンツァーゼー （Oberried） | 492                  | 20.14      | 24                | CH-3854  |
| ブリエンツ （Brienz）                                 | 2996                 | 48.06      | 62                | CH-3855  |
| シュヴァンデン・バイ・ブリエンツ （Schwanden）        | 614                  | 7.06       | 87                | CH-3855  |
| ブリエンツヴィラー （Brienzwiler）                    | 533                  | 17.64      | 30                | CH-3856  |
| ホフシュテッテン・バイ・ブリエンツ （Hofstetten）     | 579                  | 8.77       | 66                | CH-3858  |
| 合計 (23)                                             | 38386                | 677.92     | 57                |          |

## 基礎自治体の変遷

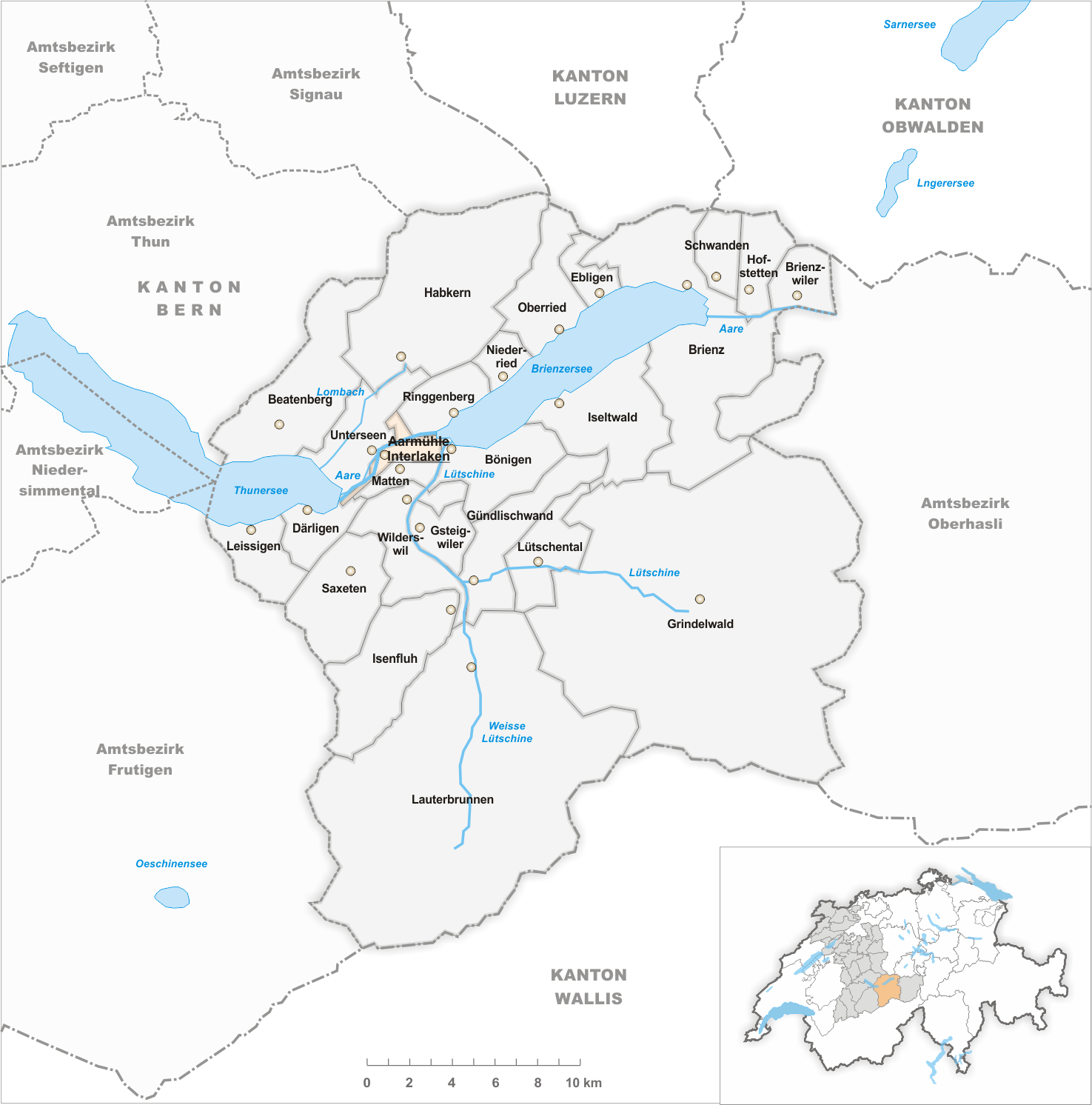
1890年までの基礎自治体
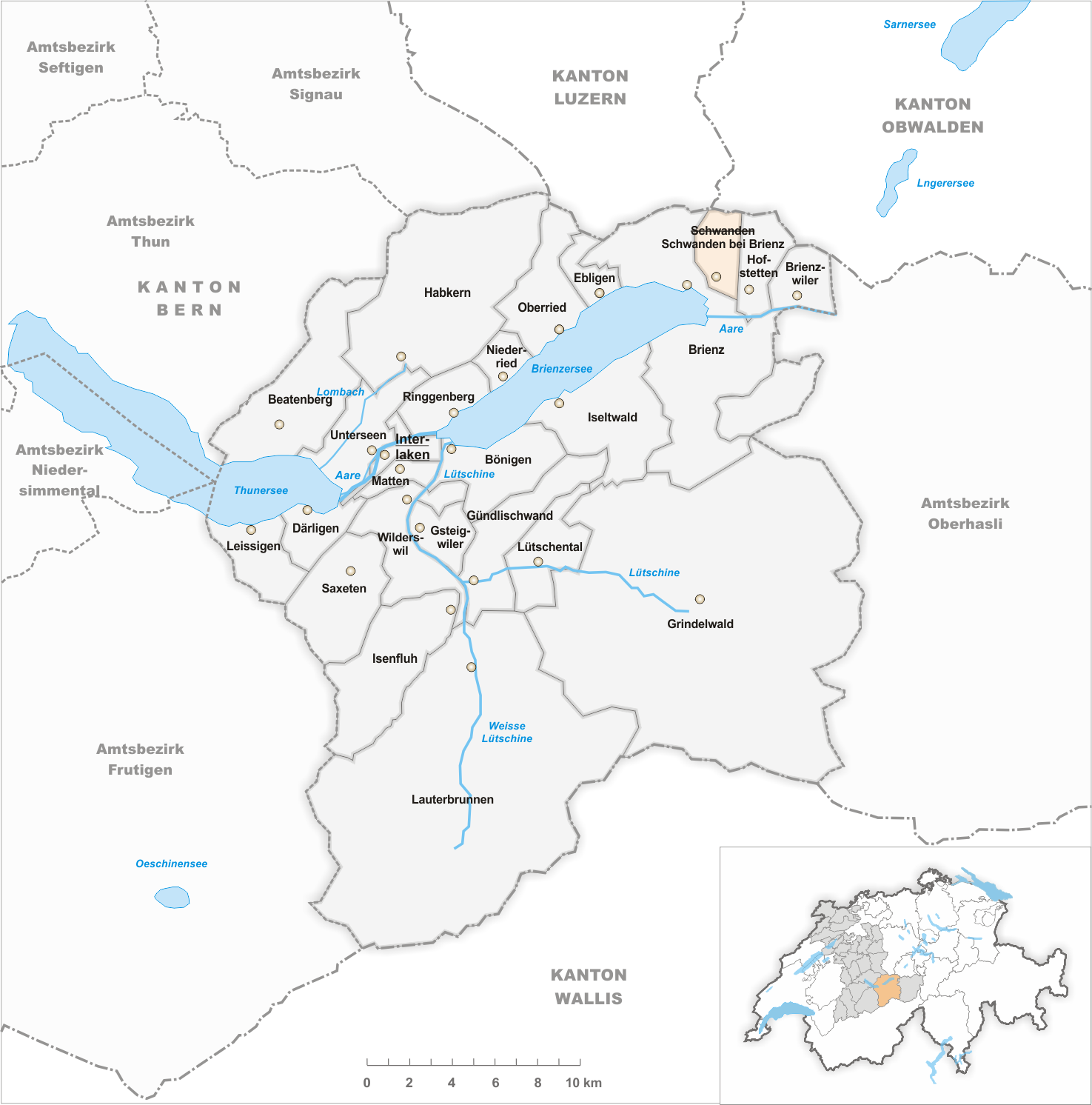
1910年までの基礎自治体
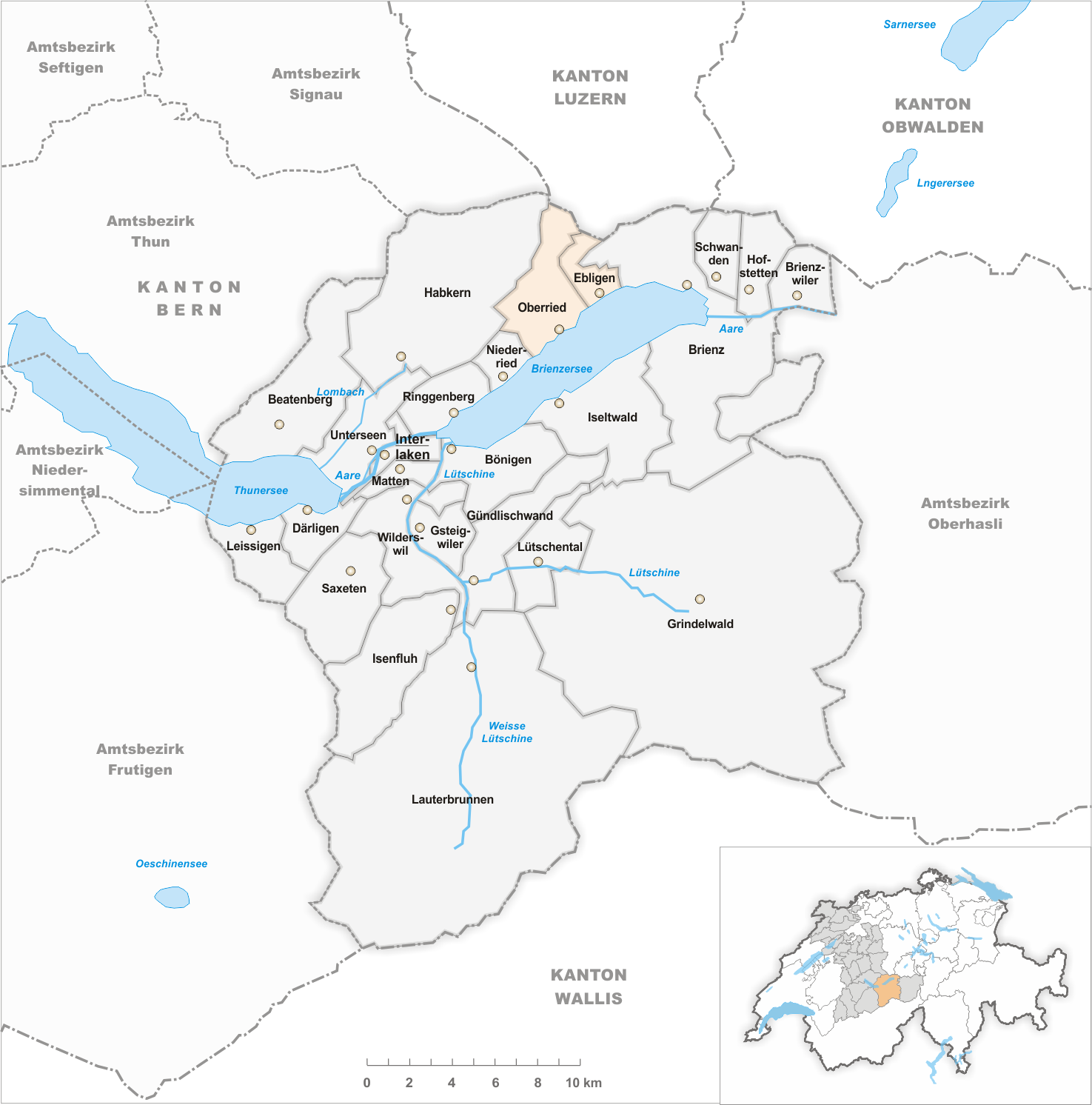
1913年までの基礎自治体
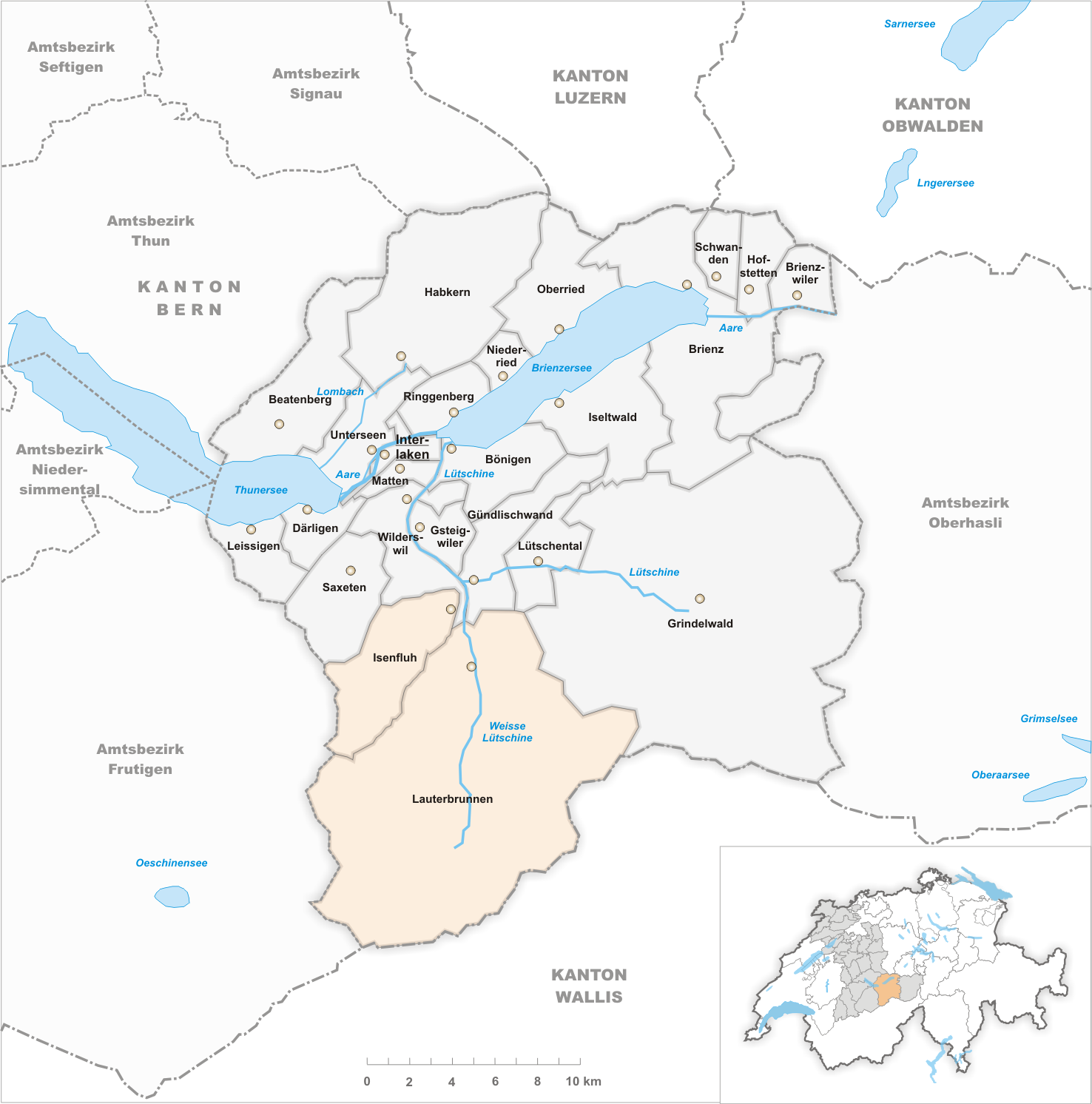
1972年までの基礎自治体
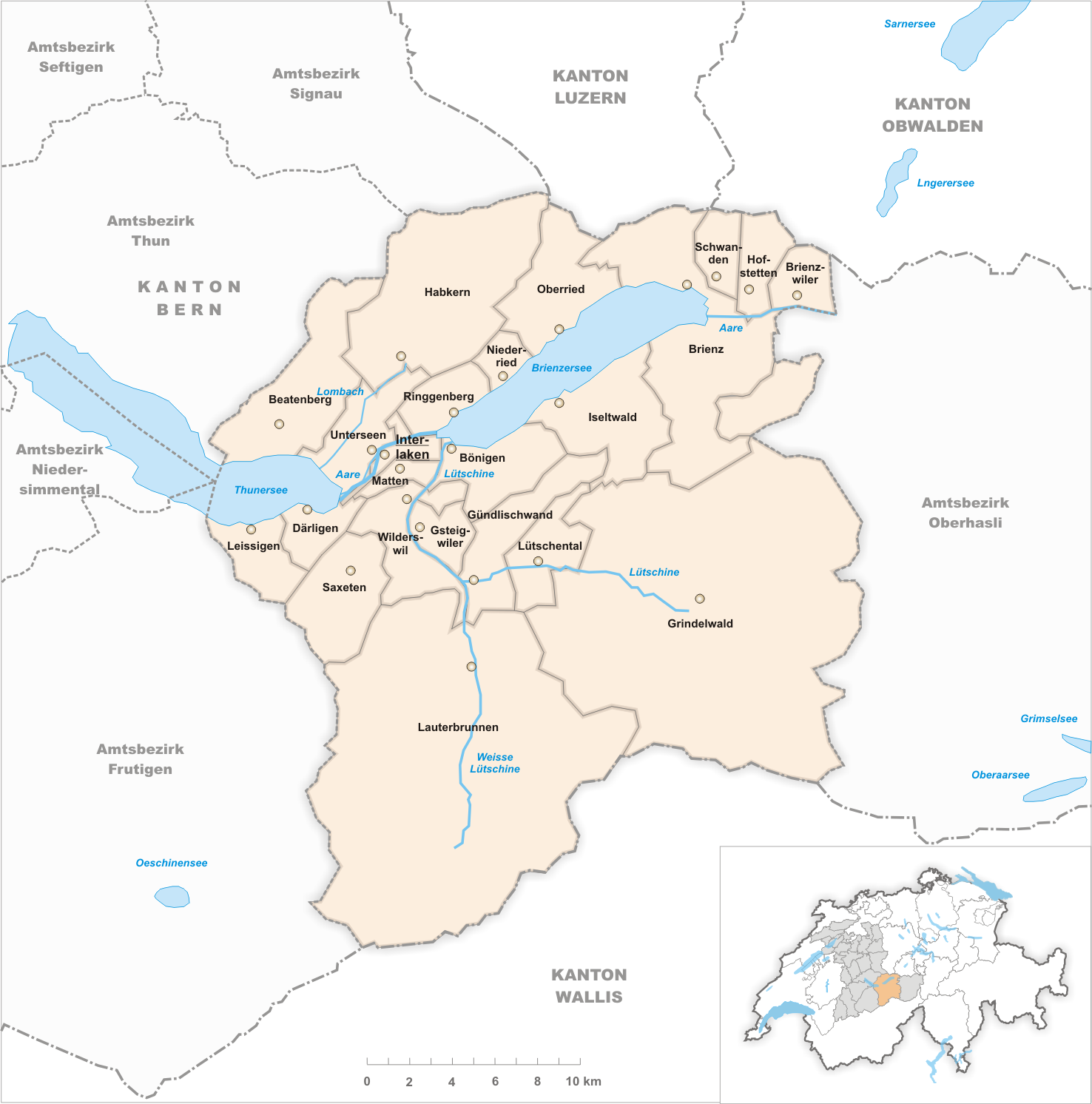
2009年までの基礎自治体

- 1853年: ゴルツヴィル（Goldswil）とリンゲンベルクが合併してリンゲンベルクとなる。
- 1891年: アールミューレ（Aarmühle）が改称してインターラーケンとなる。
- 1911年: シュヴァンデン（Schwanden）が改称してシュヴァンデン・バイ・ブリエンツとなる。
- 1914年: エブリゲン（Ebligen）とオーバーリート・アム・ブリエンツゼーが合併してオーバーリート・アム・ブリエンツゼーとなる。
- 1973年: イーゼンフルー（Isenfluh）、ラウターブルンネン、ミューレン（Mürren）およびヴェンゲン（Wengen）が合併してラウターブルンネンとなる。
- 2010年: インターラーケン区とオーバーハスリ区が改組合併してインターラーケン＝オーバーハスリ区となる[2]。